# Гюрал, Эмре
Эмре Гюрал (тур. и нем. Emre Güral; род. 5 апреля 1989, Оффенбах-ам-Майн) — турецкий и немецкий футболист, нападающий.

## Клубная карьера
Родившийся в Германии Эмре Гюрал начинал свою карьеру футболиста в немецком клубе Третьей лиги «Ян Регенсбург». С 2009 по 2011 он выступал за «Эльферсберг» в немецкой Региональной лиге. Сезон 2011/12 Гюрал провёл за команду турецкой Первой лиги «Буджаспор».
Летом 2012 года нападающий перешёл в «Трабзонспор». 28 октября 2012 года он дебютировал в турецкой Суперлиге, выйдя на замену в домашнем матче с «Бурсаспором». 3 ноября 2013 года Гюрал забил свой первый гол на высшем уровне, отметившись в домашней игре с «Элязыгспором».
В начале февраля 2015 года перешёл в другой клуб турецкой Суперлиги «Эскишехирспор». В июле 2016 года стал футболистом «Антальяспора», а спустя два года — «Аланьяспора».